# Castelrotto
Castelrotto (Kastelruth in tedesco, Ciastel in ladino) è un comune italiano di 7 056 abitanti della provincia autonoma di Bolzano in Trentino-Alto Adige. È inoltre un comune mercato.
Parte del suo territorio comunale si trova all'interno del parco naturale dello Sciliar, ai piedi dell'Alpe di Siusi, la cui vicinanza ha permesso lo sviluppo di un fiorente turismo, tanto estivo quanto invernale. Castelrotto è il comune più popoloso delle Dolomiti ed il secondo più popoloso dell'intero arco alpino italiano dopo Renon  fra quelli al di sopra dei 1 000 metri di altitudine.

## Origini del nome
Il toponimo è attestato per la prima volta nel 982–987 come Castelruptum e nel 1173 come Castilrut, col significato di "castello diroccato". Nel 1490, Castelrotto è chiamato in un documento espressamente dorff zu Castellrutt, ovvero come villaggio rurale.

## Storia

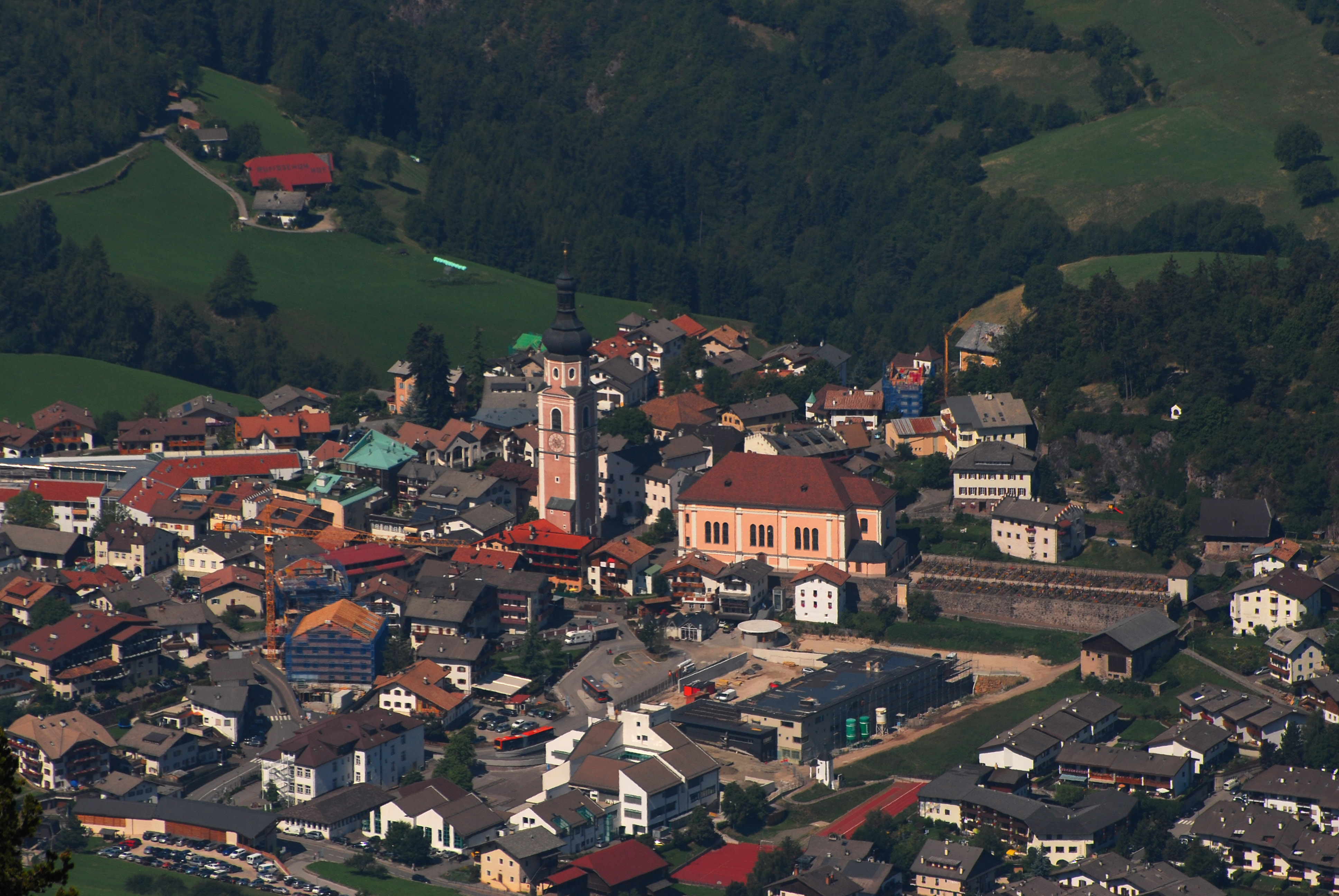
Il centro del paese visto dall'alpe della Bullaccia

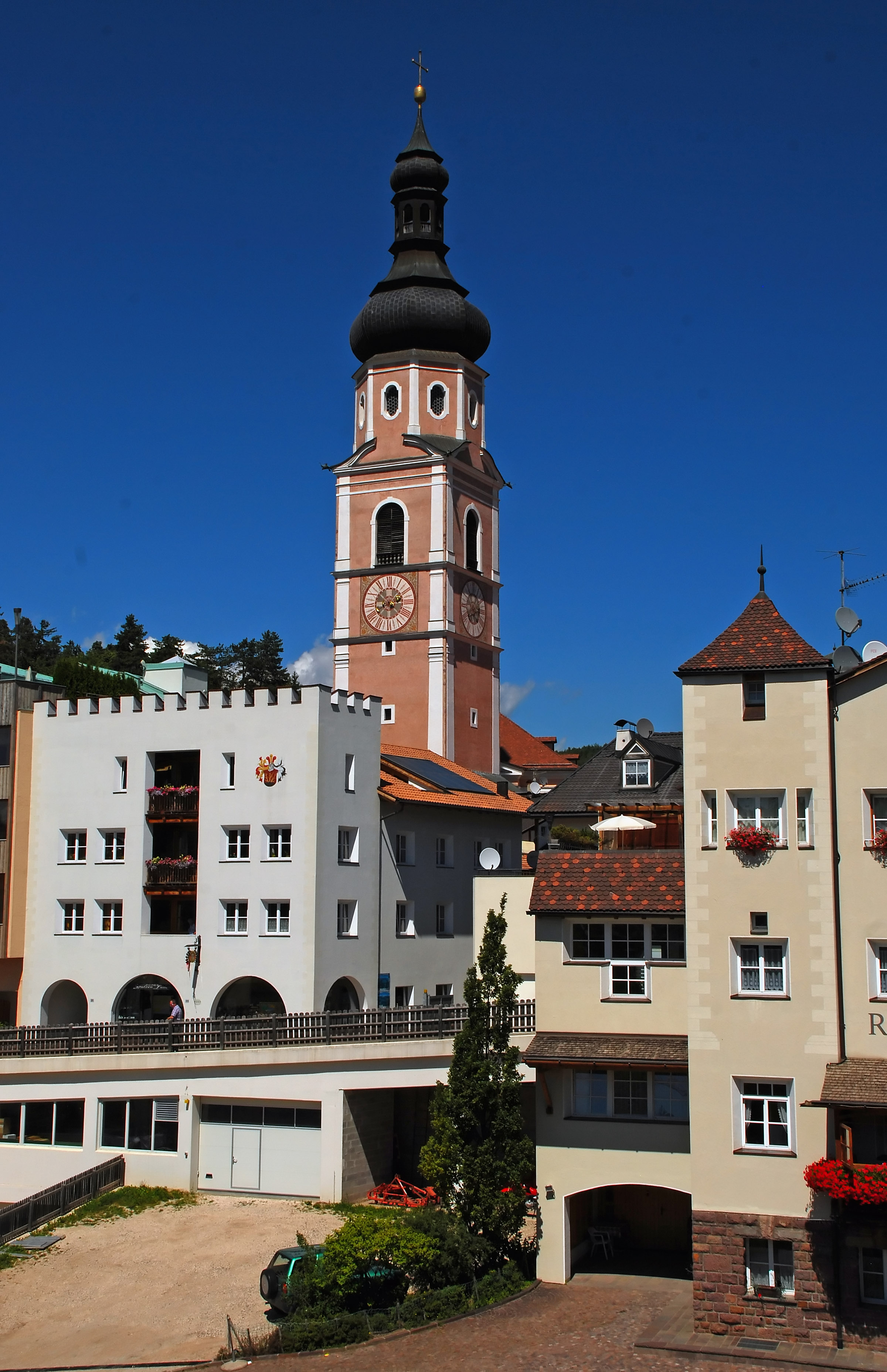
Castelrotto con il caratteristico campanile

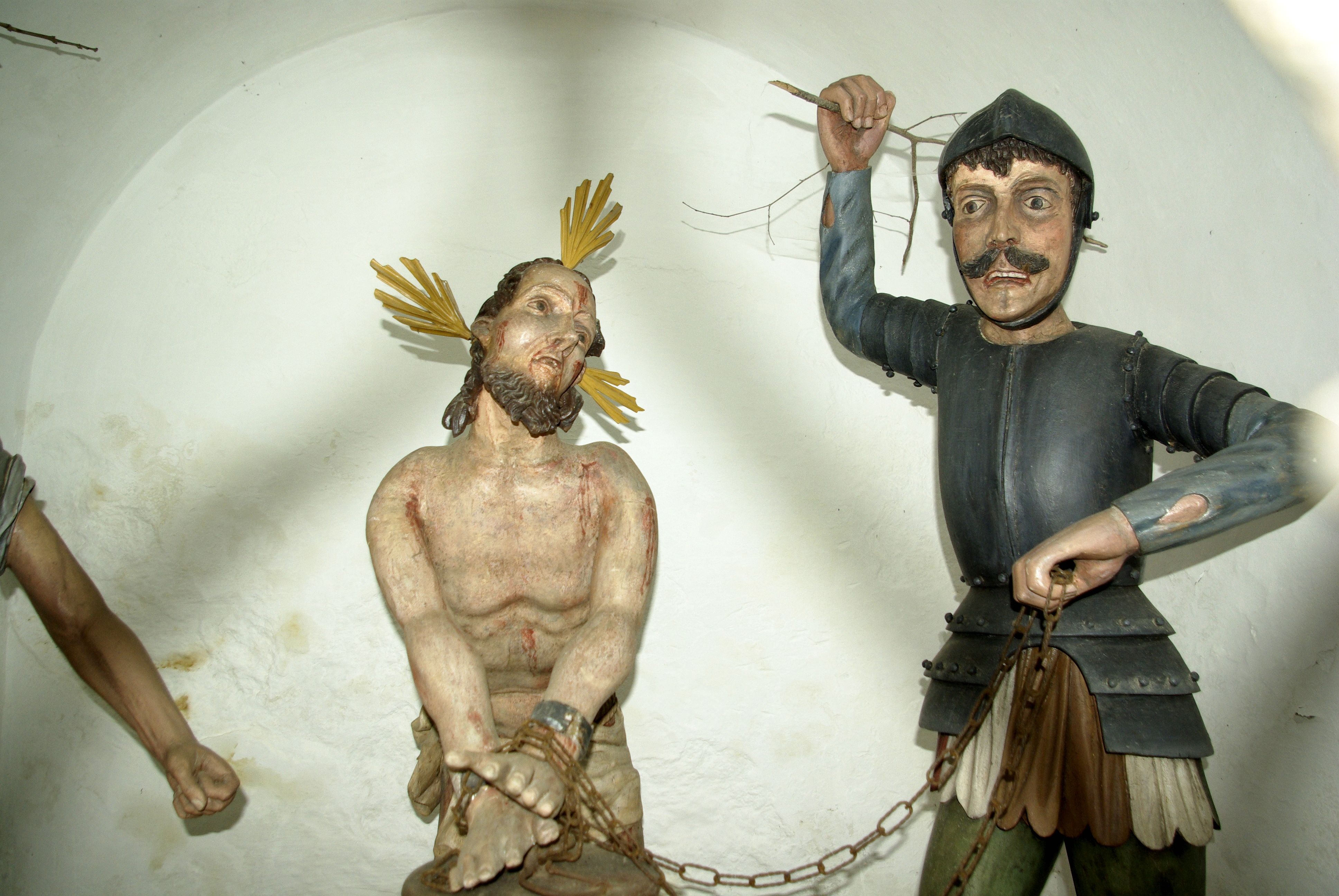
Dettaglio del gruppo ligneo della cappella della flagellazione, facente parte della Via Crucis

Il nome di Castelruptum compare per la prima volta in un documento del 982–987 nel quale il vescovo Albuino di Bressanone scambiò il reddito della chiesa locale con il vescovo Eticho di Augusta. Prima di questa data sappiamo che era già presente in loco un insediamento, di cui però non ci è giunto il nome. Le tracce del Castelvecchio sono riconducibili all'epoca medioevale, rimane oggi solo una massiccia torre quadrata oltre ad alcune tracce di mura, capanne di mattoni e quindi la presenza di un villaggio fortificato.
Nell'XIII secolo l'area passa di proprietà al conte Mainardo II di Tirolo-Gorizia e poi ai signori di Castelrotto. Nel 1348 il castello è di proprietà del duca Konrad Teck il quale è anche capitano del dipartimento dell'Adige. All'inizio del XV secolo il castello e l'abitato passano di proprietà alla famiglia Hauenstein ed è a quest'epoca che risalgono le prime fattorie stabili di grandi dimensioni impiantate nella zona.
Poco dopo la proprietà passa a Michael Kraus, nobile ungherese giunto qui per matrimonio e già infeudato di alcune terre presso il lago Balaton. Questi divenne famoso in particolar modo per la ricchezza accumulata dai suoi feudi e per le opere caritatevoli che estese ai poveri di Castelrotto prima della propria morte, stabilendo che tale usanza fosse continuata nei secoli nel mese di ottobre con la distribuzione di una pagnotta di pane e di un sacchetto di sale ad ogni povero della comunità. Egli venne sepolto successivamente nella cappella della torre ove ancora oggi la sua tomba si trova. Suo nipote, Jakob Kraus, venne nobilitato dall'imperatore Rodolfo II d'Asburgo il 2 giugno 1607 e fu lui che procedette in gran parte alla demolizione dell'antico castello, creandovi una cappella ad uso per il villaggio dedicata a Sant'Antonio, oltre alla realizzazione da parte del figlio Georg Kraus di un parco naturale (1675) corredato da sette piccole cappelle e tre grandi crocefissi (Cristo e i due ladroni) che riprendono alcune tappe della via crucis. Nel 1847 la famiglia si estinse.
Sino al 1924, inoltre, Castelrotto ebbe un proprio tribunale distrettuale, poi trasferito a Chiusa.
La fruttuosa fonte di reddito per gli abitanti di questo paese era l'allevamento del bestiame, grazie alla presenza di vasti pascoli alpini circostanti, superando nell'anno 1600 di quattro volte la vendita dei capi di bestiame che si teneva a Bolzano.

## Monumenti e luoghi d'interesse

### Architetture religiose
- Chiesa dei Santi Pietro e Paolo

### Architetture civili
- Villa Felseck

### Architetture militari
- I ruderi di Castel Hauenstein

## Società

### Ripartizione linguistica
La sua popolazione è in maggioranza di madrelingua tedesca, con una significativa percentuale di ladini, tradizionalmente concentrati nelle frazioni ladine Bulla, Roncadizza, Oltretorrente. Fino al XIX secolo la lingua ladina era parlata anche nel paese di Castelrotto.
| Ripartizione linguistica | 1921   | 1971   | 1981   | 1991   | 2001   | 2011   | 2024   |
| ------------------------ | ------ | ------ | ------ | ------ | ------ | ------ | ------ |
| Madrelingua italiana     | 0,81%  | 4,28%  | 2,32%  | 2,61%  | 3,43%  | 3,69%  | 5,72%  |
| Madrelingua tedesca      | 79,79% | 82,48% | 82,16% | 83,03% | 81,83% | 80,94% | 78,47% |
| Madrelingua ladina       | 19,40% | 13,24% | 15,53% | 14,35% | 14,74% | 15,37% | 15,81% |

### Evoluzione demografica
Abitanti censiti

## Cultura

### Eventi

#### Matrimonio contadino tradizionale
A Castelrotto si rappresenta ogni inverno un tradizionale "matrimonio contadino" (Bauernhochzeit). Questa manifestazione fa rivivere gli usi antichi che si avevano quando i contadini della zona si sposavano.
Infatti dai primi anni del Novecento, fino agli anni '50, i matrimoni avvenivano in inverno, ovvero quando i contadini non erano impegnati nei loro lavori agricoli. Oggi questo evento tradizionale è entrato a far parte del circuito turistico, in cui tutta la popolazione locale indossa quindi gli abiti dell'epoca, in particolare la sposa indosserà un cappello che ricorda i colori dell'erba e lo sposo porterà un garofano di dimensioni maggiori rispetto a quelli portati dagli altri uomini invitati ai festeggiamenti per l'unione. 

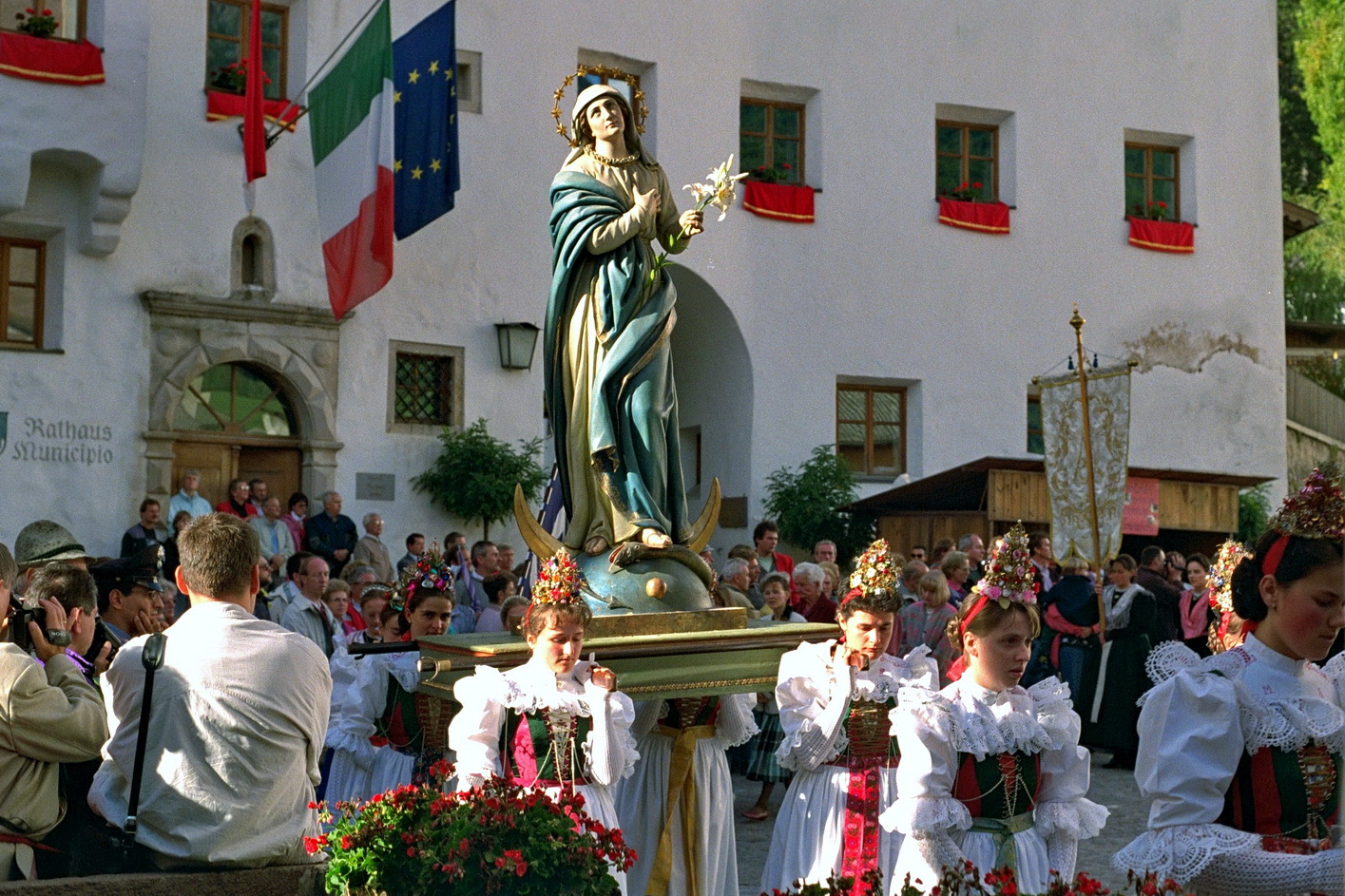
Giorno del Ringraziamento

Le donne invece si dividono in quelle che portano un copricapo spesso in lana, il Turmkappe e quelle nubili che portano un cappello luccicante e adornato con foglie dorate. Inoltre vi è colui che è addetto alla cerimonia, che porta un grande cappello ornato da piume di struzzo bianche e nere.
Solitamente la manifestazione prevede che diverse coppie partecipino ad un corteo nuziale, formate da slitte trainate a cavallo, cui partecipano anche i parenti e gli amici delle coppie, tutti "addobbati" per l'evento con i Trachter. Al corteo che parte dalla chiesetta di San Valentino, segue la cerimonia religiosa, e quindi un tradizionale banchetto, seguito da balli tipici tirolesi.

#### Banchetti nuziali di Castelrotto
Assieme alla celebrazioni del matrimonio contadino, sempre a Castelrotto si tengono pressoché nello stesso periodo i "Banchetti nuziali di Castelrotto". In quest'occasione i principali ristoranti deliziano i turisti con piatti tipici che un tempo venivano mangiati durante un matrimonio contadino.

## Geografia antropica

### Frazioni
Le tre frazioni di Bulla (ted. Pufels, lad. Bula), Roncadizza (ted. Runggaditsch, lad. Runcadic) ed Oltretorrente (ted. Überwasser, lad. Sureghes) si trovano sul versante sinistro della Val Gardena. Oltretorrente fa parte del complesso urbanistico e della parrocchia di Ortisei.

## Infrastrutture e trasporti
Tra il 1898 e il 1970 Castelrotto è stato servito dall'omonima stazione sita in località Sant'Osvaldo (St. Oswald) e facente parte della ferrovia del Brennero. La stazione, che dal 1994 è tagliata fuori dalla linea, deviata in una vicina galleria, è stata lungamente in rovina, per poi essere restaurata a fini conservativi negli anni 2010.
La frazione di Roncadizza, tra il 1916 e il 1960, fu invece servita dall'omonima stazione, posta lungo la ferrovia della Val Gardena.
Cessati i servizi ferroviari, il comune è servito dalle autolinee gestite dalla SAD.

## Amministrazione
| Periodo | Periodo | Primo cittadino      | Partito                   | Carica  | Note |
| ------- | ------- | -------------------- | ------------------------- | ------- | ---- |
| 2005    | 2010    | Hartmann Reichhalter | SVP                       | Sindaco |      |
| 2010    | 2022    | Andreas Colli        | SVP                       | Sindaco |      |
| 2022    |         | Andreas Fraccaro     | Commissario straordinario | Sindaco |      |

### Gemellaggi
- Matrei in Osttirol, dal 1975
- Rottach-Egern, dal 1986

## Sport

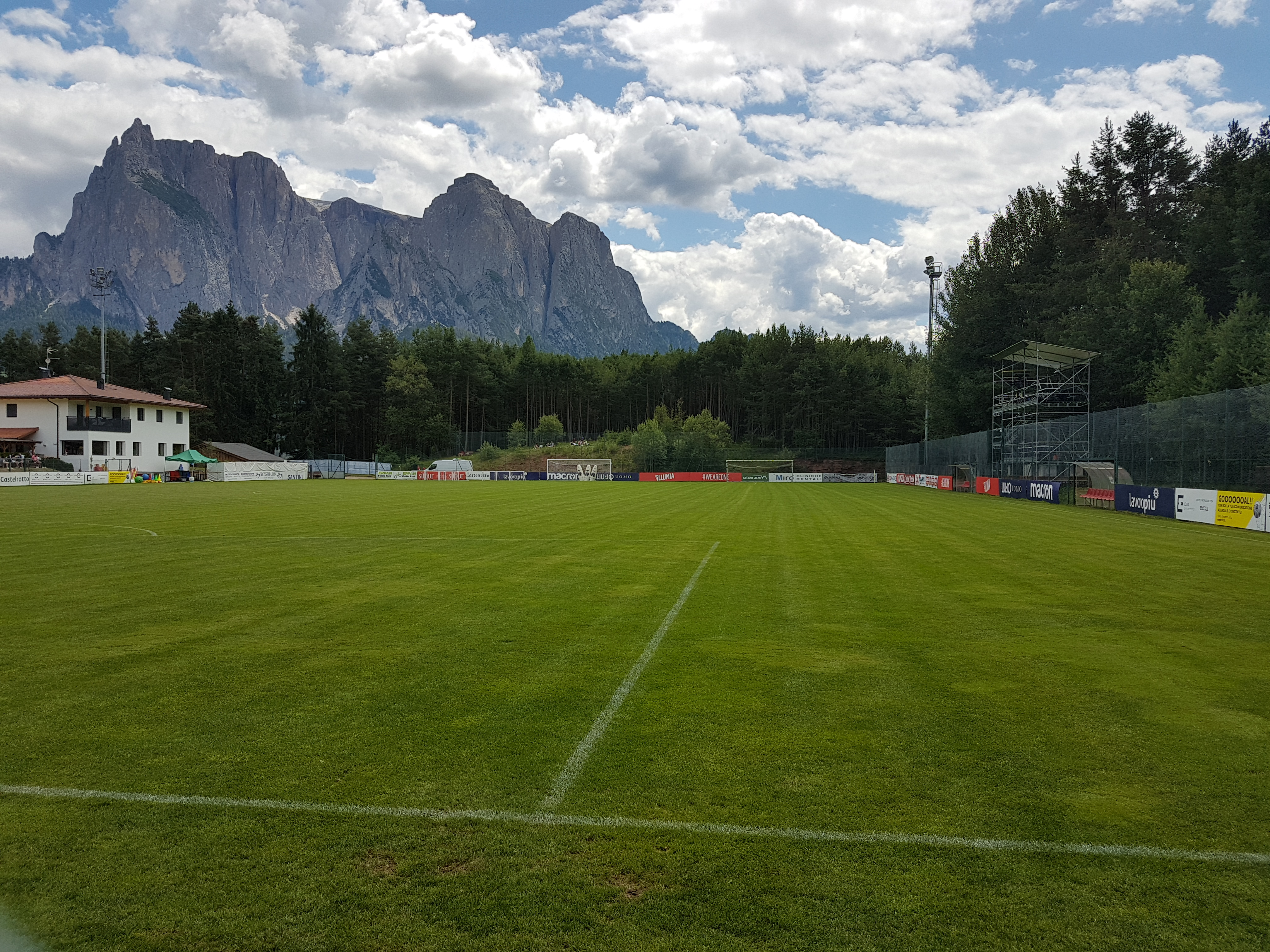
Il campo del centro sportivo Laranz; sullo sfondo il massiccio dello Sciliar

A Castelrotto è presente un campo da calcio, sede di molti ritiri di squadre professionistiche: il centro sportivo Laranz.
Nell'estate del 2010 ha trascorso il ritiro a Castelrotto la squadra di calcio saudita Al Nassr, allora allenata dall'ex portiere dell'Inter e della nazionale italiana, Walter Zenga.
Dal 2015 al 2017 e nel 2019, Castelrotto è sede del ritiro estivo del Bologna Football Club 1909.